# Premio UPI al Baloncestista Universitario del Año
El Premio UPI al Baloncestista Universitario del Año (en inglés, UPI College Basketball Player of the Year) fue un premio anual otorgado al mejor baloncestista universitario de la División I de la NCAA. El premio fue entregado por primera vez en la temporada 1954–55 y permaneció hasta la 1995–96. Fue concedido por United Press International (UPI), una agencia de noticias de los Estados Unidos que rivalizó con Associated Press pero que comenzó a declinar con la llegada de las noticias de televisión.
Cinco jugadores —Oscar Robertson, Jerry Lucas, Lew Alcindor, Bill Walton y Ralph Sampson— ganaron el premio en varias ocasiones. De esos cinco, sólo Robertson, Walton y Sampson fueron galardonados tres veces.
UCLA es la universidad con más premios con seis. Ohio State es segunda con cuatro, seguida de Cincinnati y Virginia con tres. Otras cinco universidades cuentan con dos ganadores y dieciséis con uno.
Ocho de los premiados son sophomores, siete juniors, y los 27 restantes seniors. Ningún freshman ha ganado el premio.

## Ganadores

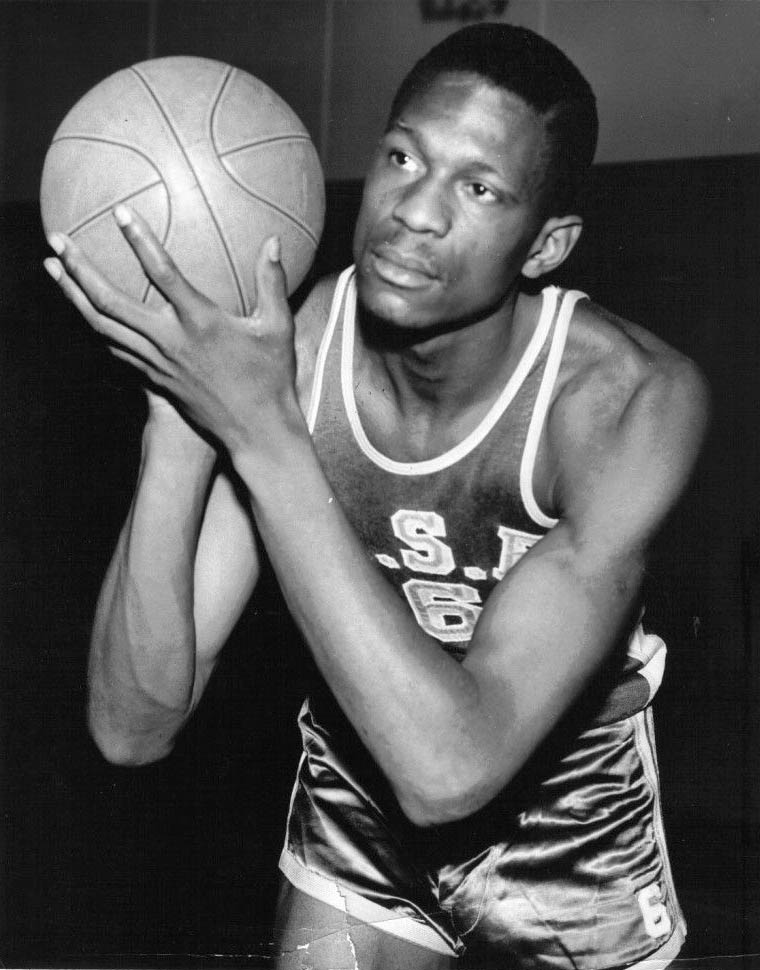
Bill Russell ganó el premio en 1956.

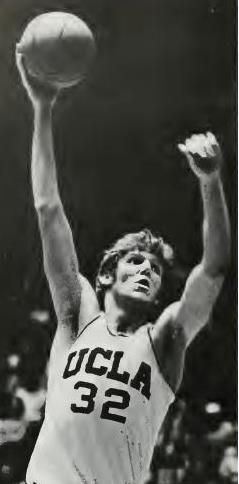
Bill Walton ganó el premio en tres ocasiones (1972–74).

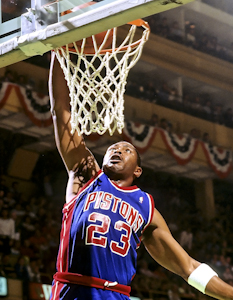
Mark Aguirre ganó el premio en 1980.

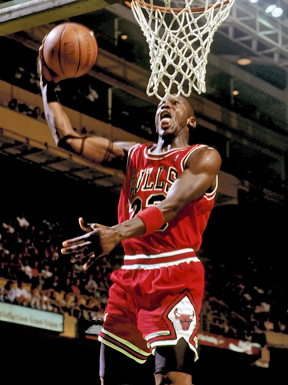
Michael Jordan ganó el premio en 1984.

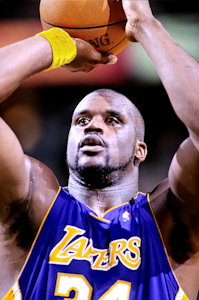
Shaquille O'Neal ganó el premio en 1991.

| Jugador (X) | Denota el número de veces que ha conseguido el galardón |

| Temporada | Jugador             | Universidad    | Posición               | Curso     |
| --------- | ------------------- | -------------- | ---------------------- | --------- |
| 1954–55   | Tom Gola            | La Salle       | Alero                  | Senior    |
| 1955–56   | Bill Russell        | San Francisco  | Pívot                  | Senior    |
| 1956–57   | Chet Forte          | Columbia       | Base                   | Senior    |
| 1957–58   | Oscar Robertson     | Cincinnati     | Base                   | Sophomore |
| 1958–59   | Oscar Robertson (2) | Cincinnati     | Base                   | Junior    |
| 1959–60   | Oscar Robertson (3) | Cincinnati     | Base                   | Senior    |
| 1960–61   | Jerry Lucas         | Ohio State     | Alero / Pívot          | Junior    |
| 1961–62   | Jerry Lucas (2)     | Ohio State     | Alero / Pívot          | Senior    |
| 1962–63   | Art Heyman          | Duke           | Base / Escolta / Alero | Senior    |
| 1963–64   | Gary Bradds         | Ohio State     | Alero                  | Senior    |
| 1964–65   | Bill Bradley        | Princeton      | Alero / Escolta        | Senior    |
| 1965–66   | Cazzie Russell      | Michigan       | Escolta                | Senior    |
| 1966–67   | Lew Alcindor        | UCLA           | Pívot                  | Sophomore |
| 1967–68   | Elvin Hayes         | Houston        | Alero / Pívot          | Senior    |
| 1968–69   | Lew Alcindor (2)    | UCLA           | Pívot                  | Senior    |
| 1969–70   | Pete Maravich       | LSU            | Base / Escolta         | Senior    |
| 1970–71   | Austin Carr         | Notre Dame     | Base / Escolta         | Senior    |
| 1971–72   | Bill Walton         | UCLA           | Pívot                  | Sophomore |
| 1972–73   | Bill Walton (2)     | UCLA           | Pívot                  | Junior    |
| 1973–74   | Bill Walton (3)     | UCLA           | Pívot                  | Senior    |
| 1974–75   | David Thompson      | NC State       | Escolta / Alero        | Senior    |
| 1975–76   | Scott May           | Indiana        | Alero                  | Senior    |
| 1976–77   | Marques Johnson     | UCLA           | Base / Escolta / Alero | Senior    |
| 1977–78   | Butch Lee           | Marquette      | Base                   | Senior    |
| 1978–79   | Larry Bird          | Indiana State  | Alero                  | Senior    |
| 1979–80   | Mark Aguirre        | DePaul         | Alero                  | Sophomore |
| 1980–81   | Ralph Sampson       | Virginia       | Pívot                  | Sophomore |
| 1981–82   | Ralph Sampson (2)   | Virginia       | Pívot                  | Junior    |
| 1982–83   | Ralph Sampson (3)   | Virginia       | Pívot                  | Senior    |
| 1983–84   | Michael Jordan      | North Carolina | Escolta                | Junior    |
| 1984–85   | Chris Mullin        | St. John's     | Alero / Escolta        | Senior    |
| 1985–86   | Walter Berry        | St. John's     | Ala-Pívot              | Senior    |
| 1986–87   | David Robinson      | Navy           | Pívot                  | Senior    |
| 1987–88   | Hersey Hawkins      | Bradley        | Escolta                | Senior    |
| 1988–89   | Danny Ferry         | Duke           | Ala-Pívot / Pívot      | Senior    |
| 1989–90   | Lionel Simmons      | La Salle       | Alero                  | Senior    |
| 1990–91   | Shaquille O'Neal    | LSU            | Pívot                  | Sophomore |
| 1991–92   | Jim Jackson         | Ohio State     | Escolta                | Junior    |
| 1992–93   | Calbert Cheaney     | Indiana        | Alero                  | Senior    |
| 1993–94   | Glenn Robinson      | Purdue         | Alero / Ala-Pívot      | Sophomore |
| 1994–95   | Joe Smith           | Maryland       | Pívot                  | Sophomore |
| 1995–96   | Marcus Camby        | Massachusetts  | Pívot                  | Junior    |

## Ganadores por universidad
| Universidad    | Premios | Años                               |
| -------------- | ------- | ---------------------------------- |
| UCLA           | 6       | 1967, 1969, 1972, 1973, 1974, 1977 |
| Ohio State     | 4       | 1961, 1962, 1964, 1992             |
| Cincinnati     | 3       | 1958, 1959, 1960                   |
| Virginia       | 3       | 1981, 1982, 1983                   |
| Duke           | 2       | 1963, 1989                         |
| Indiana        | 2       | 1976, 1993                         |
| La Salle       | 2       | 1955, 1990                         |
| LSU            | 2       | 1970, 1991                         |
| St. John's     | 2       | 1985, 1986                         |
| Bradley        | 1       | 1988                               |
| Columbia       | 1       | 1957                               |
| DePaul         | 1       | 1980                               |
| Houston        | 1       | 1968                               |
| Indiana State  | 1       | 1979                               |
| Marquette      | 1       | 1978                               |
| Maryland       | 1       | 1995                               |
| Massachusetts  | 1       | 1996                               |
| Michigan       | 1       | 1966                               |
| Navy           | 1       | 1987                               |
| NC State       | 1       | 1975                               |
| North Carolina | 1       | 1984                               |
| Notre Dame     | 1       | 1971                               |
| Princeton      | 1       | 1965                               |
| Purdue         | 1       | 1994                               |
| San Francisco  | 1       | 1956                               |